# 罗马人民救援之母
罗马人民救援之母（直译：「罗马人民的救赎」）是一幅圣母子像，现保存于罗马，同时也是天主教会给予玛利亚的一个称号。在这幅拜占庭风格的金地圣像画中，玛利亚怀抱着小耶稣，耶稣手里则拿着一本福音书。该圣像画已被重度重绘，保存在圣母大殿的博尔盖塞小堂（又称保禄小堂）中。
公元590年，教宗额我略一世在位期间，这幅圣像画被送达罗马。1838年8月15日，教宗额我略十六世发布教宗诏书《天后》为该圣像画加冕。1954年圣母年，教宗庇护十二世再次为此圣像画加冕，并组织了一次公开圣像画游行。2018年，梵蒂冈博物馆清理并修复了此圣像画。
拉丁文一词源于罗马共和国的法律系统和异教仪式。公元313年，君士坦丁大帝颁发米兰敕令使基督教合法化后，这一短语被认可作为圣母玛利亚的称号。

## 历史
普遍认为这幅圣像画来自克里特岛，于公元590年教宗额我略一世在位期间由一艘花船运抵台伯河，教宗额我略一世亲自迎接了这幅圣像画。在之后的几个世纪里，它被安放于圣母大殿洗礼堂的门上。1240年开始，在圣座的官方文件中开始称其为“宇宙之后”（拉丁語：Regina Caeli）。之后这幅圣像画被移至中殿。从13世纪开始，它被保存在一个大理石圣龛中。从1613年起，它被供奉于圣母大殿保禄小堂的一个特制祭台上。这座圣堂和该祭台受到教宗的特殊庇护。
最迟从15世纪开始，这幅圣像画被认为能带来奇迹。耶稣会在圣母会运动中使用这幅圣像画来推进对圣母玛利亚的敬礼。
教会传统认为这幅圣像画是圣路加亲自创作的。根据传说：
圣母在耶稣受难后搬到了宗徒若望的家中，她随身携带了一些个人物品——其中包括一张救世主在圣若瑟的工坊制作的桌子。耶路撒冷虔诚的童贞女们说服圣路加为天主之母画一幅肖像，而这幅肖像正是在那张桌子的桌板上绘制的。在创作过程中，圣路加仔细聆听了玛利亚讲述她儿子的生平，这些事实后来被记载在他的福音书中。传说这幅画一直在耶路撒冷及其周边流传，直到公元4世纪圣海伦娜发现了它。这幅画与其他圣物一起被运送到君士坦丁堡，圣海伦娜的儿子君士坦丁大帝为纪念登基而建造了一座圣堂。
根据《罗马礼仪书》记载：“在以弗所大公会议 (公元431年) 后，耶稣的母亲被称为天主之母，教宗西斯笃三世在罗马的埃斯奎利诺山上建立了一座奉献给天主圣母的圣殿。这座圣殿后来被称为“大圣母大殿”。它是西方最古老的，为纪念圣母玛利亚而建造的教堂。”
《罗马主教礼仪书》则有如下记载：
“利伯略大殿，如今被称为大圣母大殿，是教宗利伯略（公元352年-366年在位）建造的，并由教宗西斯笃三世翻修扩建……教宗利伯略选择了一幅挂在教宗的小堂的圣像画，它备受尊敬，据说是被圣海伦娜带到罗马的……”

## 外观

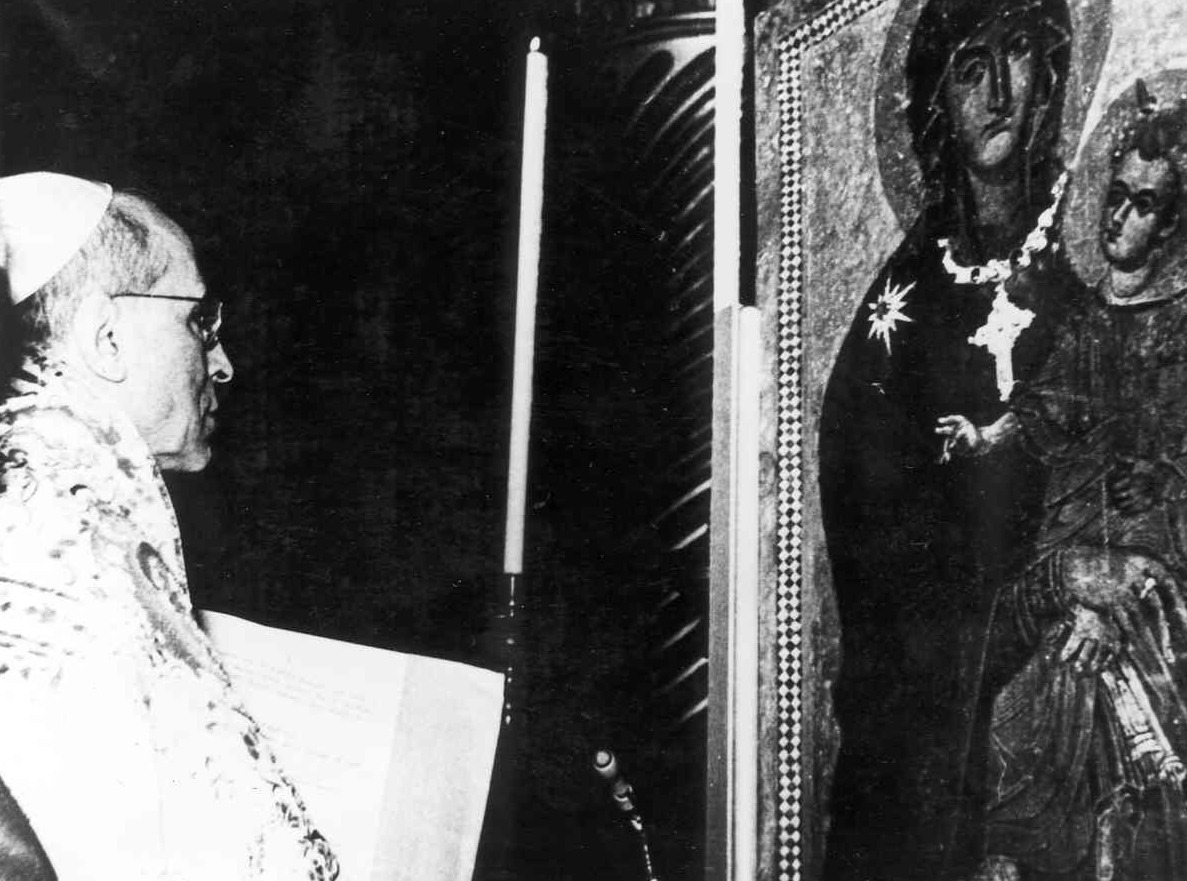
1954年10月11日，教宗庇护十二世对圣像画进行第二次加冕，并颁布宗座通谕《致天后》（Ad Reginam Caeli）设立圣母天后瞻礼

罗马人民救援之母像被绘制在一块厚雪松木板上，长117厘米，宽79厘米，在圣像画尤其是早期圣像画中算是非常大的作品。玛利亚在紫红色长袍外披着一件镶金边的深蓝色斗篷。圣像画上方的字样是希腊文“天主之母”（希臘語：ΜHΤHΡ ΘΕΟΥ）的大写字母缩写，这在拜占庭艺术中十分常见（原本耶稣旁可能也有文字，但在后世的重绘中被掩盖了）。基督的左手拿着拿着一本应该是福音书的书。他的右手举起做祝福的样子。玛利亚的目光直视观众，耶稣则没有。
玛利亚双手合拢的位置是早期圣像画的一个特点。而在10世纪发展出的的“示道之母”（羅馬化：Hodēgḗtria）型圣像画中，圣母的右手则指向耶稣。“玛利亚让他（耶稣）的身体靠近自己，寻求与他的身体和触觉接触，而不是凸显圣子。” 但是在此类圣像画的一些例子中，玛利亚则是用右手扶住耶稣的膝盖，而非将双手合拢。
玛利亚手中握着一块手巾（羅馬化：cheirómaktron），这原本是罗马共和国领事的象征，后来成为罗马帝国领事的象征，这是为了表现玛利亚是“宇宙之后”。此外，玛利亚的右手中指还戴着一枚朴素的金色指环，后来被加上了宝石。如今圣像画上的王冠和宝石已经被移除，并保管在圣伯多禄大殿的圣物室中。

## 艺术史学家的分析

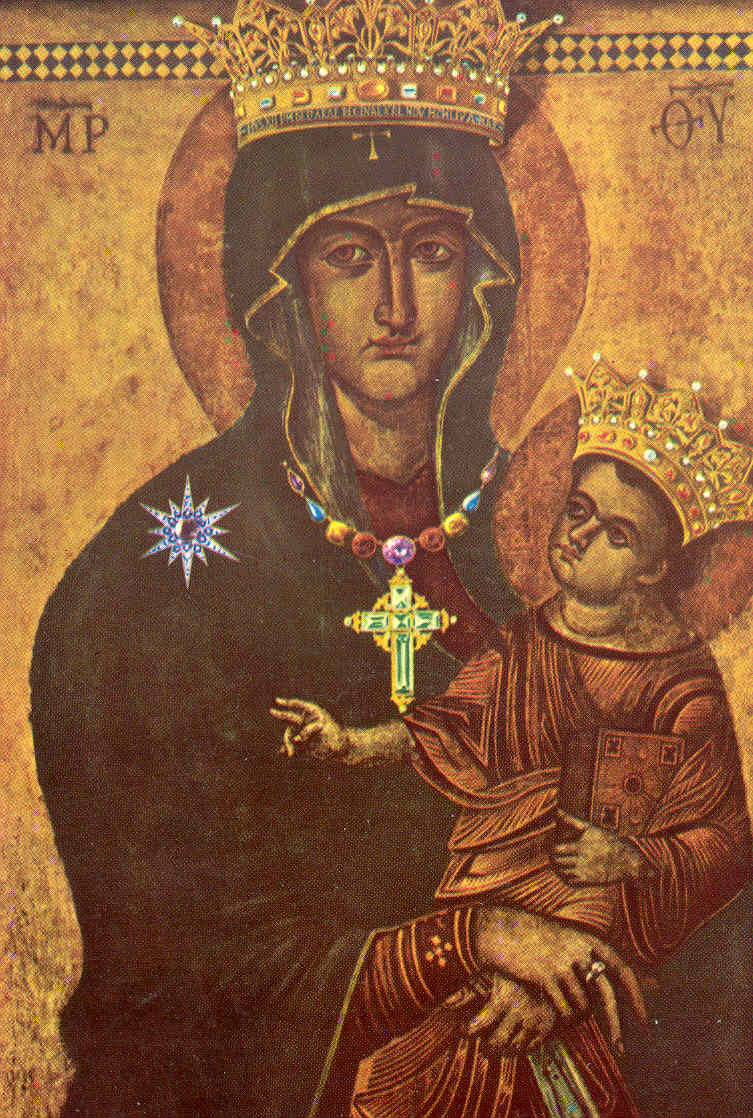
圣像画上曾装饰有王冠和珠宝，如今已经被移除，并保管在圣伯多禄大殿的圣物室中。

这幅圣像画的创作时期可以追溯到公元5世纪到13世纪之间几乎所有可能的时期，格哈德·沃尔夫在全面研究后认为它的原始版本可能是在古典时代晚期完成的。
从面部特征来看，现在的圣像画在13世纪被重绘过，由于可以透过表层看见其他层，可以确定它是在更早的版本上重绘的。尤其引人注目的是表层圣子右手的造型，可以将其与其他早期基督教圣像画对比，这些作品具有庞贝错觉艺术风格特征基督的服装使用金色阴影渲染以产生扁平效果，这种线性风格化的手法可以追溯到8世纪，并可以与非常早期的来自西乃山的厄里亚圣像画作比较。一项二次修复工程开始于公元1100年左右，并在13世纪结束。裹在玛利亚的紫袍上的蓝色斗篷轮廓被显著改变，红色圆光也不是原始版本的一部分。
圣像画的造型显示它不是中世纪的作品，而更接近古代早期基督教：一幅庄严的半身像，统治者般的圣母直率地向外凝视，她姿态笔直、庄严，合拢的双手温柔地抱着圣子。这些特征在所有圣像画中是独一无二的。两个人物生动的对立式平衡，表明这是一幅写生作品，可以与5世纪创作的的西乃山圣母子像相比较，这幅圣像画位于基辅。另一方面，罗马人民救援之母像与公元609年创作的万神庙圣母像十分不同，在后者中圣母的手摆出祈求的姿势，头稍微侧转，展现出略微服从圣子的姿态，圣母子间身体的接触也只在一个平面中。 这些不同说明了后者是7世纪的作品。
罗马人民救援之母像在早期就有了许多复制品（老圣母堂的一幅壁画说明早在8世纪就似乎已经有了这幅圣像画的复制品的），并在圣母升天瞻礼中扮演重要的角色（拉特朗圣若望大殿的《天成圣容像》被搬运到圣母大殿与该圣像画“会面”），这说明这幅圣像画在早期就享有盛名。据莫内雷·德·维拉德考证，这幅圣像画被耶稣会士传到埃塞俄比亚，并对该国17世纪以后的艺术产生了重大影响，该国艺术家不断模仿“圣母和圣子的每一个细节，尤其是手的位置”。其他典型的受此影响的作品还包括一幅莫卧儿微型画，可能参考了耶稣会士送给阿克巴的圣像画复制品。此外还有中国的一些作品，例如芝加哥菲尔德自然史博物馆收藏的一幅16世纪的圣母子像。

## 教宗敬礼
罗马人民救援之母像受到几位教宗的敬礼。在天主教圣母学中，它是罗马城和罗马人民的一个象征。
- 教宗额我略一世在公元593年复活节期间与这幅圣像一同在罗马游行，以祈求当时瘟疫的结束[15]。
- 教宗庇护五世于1571年在这幅圣像画前为勒班陀战役的胜利祈祷。
- 教宗额我略十六世于1837年在这幅圣像画前为霍乱疫情的结束祈祷[2]。一年后的1838年8月15日圣母升天瞻礼，他为此圣像画加冕，并发布教宗诏书《天后》。
- 教宗庇护十二世命令在罗马举行这幅圣像画的游行，以庆祝第一个圣母年[16]。他还颁布了宗座通谕《致天后》为此圣像画举行了第二次加冕礼，并设立圣母天后瞻礼[3]。1899年4月1日，当时还未担任教宗的庇护十二世在自己的首台弥撒中使用了此圣像画[17]。
- 教宗若望保禄二世在2000年世界青年节突出展示了此圣像画。
- 教宗本笃十六世亦多次提到“罗马人民救援之母”这个称号[18][19][20][21]。
- 教宗方济各致力于修复并保护此圣像画，並常於此聖像前祈禱。他在2018年1月28日举行了教宗弥撒以纪念该圣像画修复一周年[2][22]。2020年3月27日，他在圣伯多禄广场为2019冠状病毒病疫情结束祈祷，并降福罗马和全世界，广场上安放着此圣像画[23]，在教宗方濟各的葬禮彌撒上亦使用了此圣像。